# Alloteropsis cimicina
Alloteropsis cimicina är en gräsart som först beskrevs av Carl von Linné, och fick sitt nu gällande namn av Otto Stapf. Alloteropsis cimicina ingår i släktet Alloteropsis och familjen gräs. Inga underarter finns listade i Catalogue of Life.

## Bildgalleri

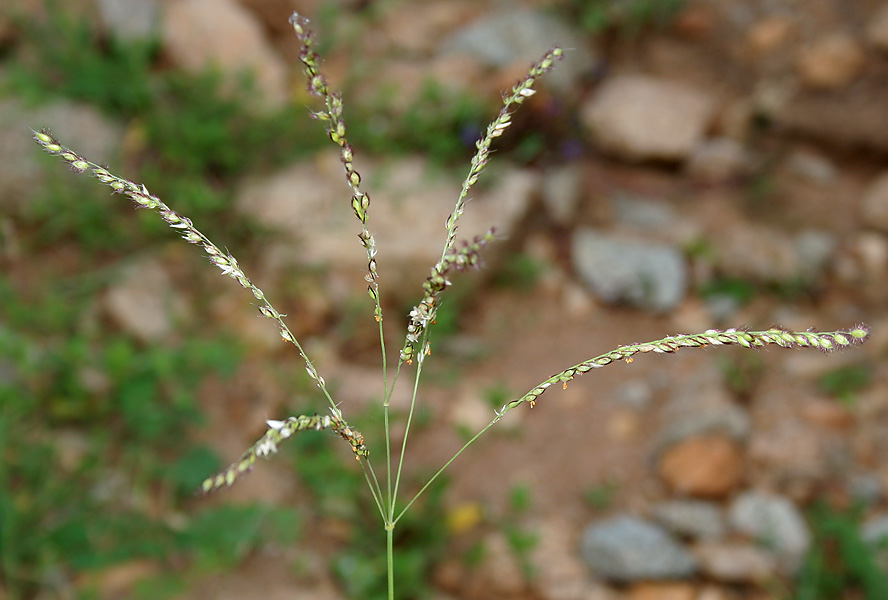
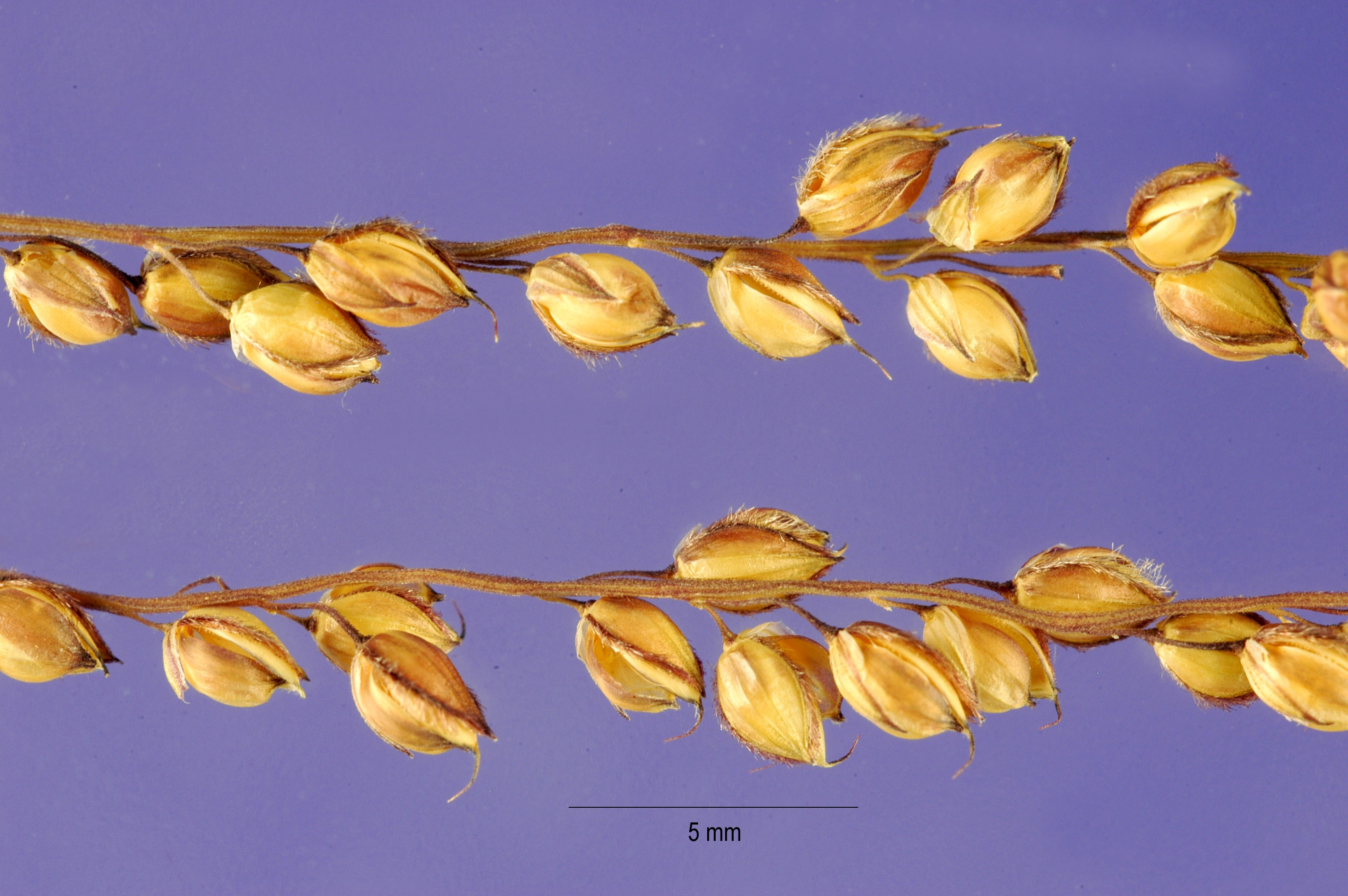
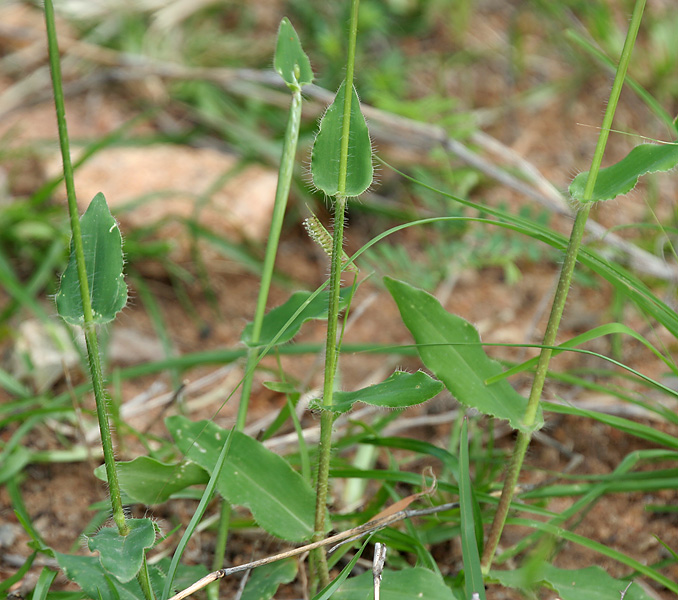
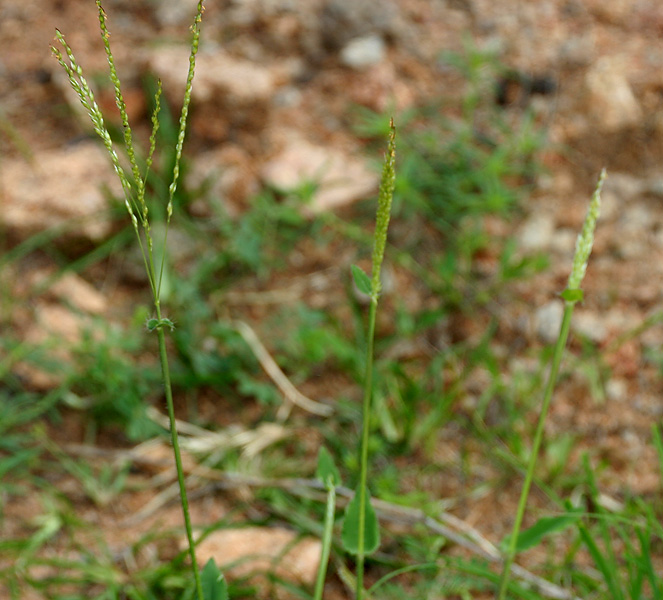